# Matija Cvek
Matija Cvek (Zagabria, 9 marzo 1993) è un cantante croato.

## Biografia
Matija Cvek ha fatto il suo esordio discografico nel 2021 col disco Izbirljivo i slučajno, classificatosi in vetta alla Top Lista. Ha in seguito ricevuto due premi Porin per il successo riscosso dal primo LP. L'anno successivo ha conseguito la sua prima top five nella Croatia Songs, piazzando Trebaš li me sul podio della hit parade di Billboard.
Il secondo disco, intitolato Vile se ovdje igraju e riconosciuto col premio Porin al miglior album pop, è stato pubblicato nel settembre 2023 e si è posto in vetta alla classifica LP nazionale. Con Pola sunca, in collaborazione con Marija Šerifović, ha ottenuto il suo secondo ingresso in top five nella classifica dei brani più consumati in Croazia.

## Discografia

### Album in studio
- 2021 – Izbirljivo i slučajno
- 2023 – Vile se ovdje igraju

### Album dal vivo
- 2022 – Izbirljivo i namjerno
- 2023 – Live - Dom Sportova, Zagreb (con The Funkensteins)

### EP
- 2024 – Live Session (con The Funkensteins)

### Singoli
- 2013 – Magla sjećanja
- 2014 – Noćas donijet ću gitaru
- 2016 – Potraži me u jeseni
- 2016 – Visine
- 2018 – Praviš me ludim
- 2019 – Probudi se (feat. Saša i Mladen od TBF-A)
- 2019 – Ako nađem nekoga
- 2019 – Drama
- 2020 – Nasloni se (feat. Matija Dedić)
- 2020 – Plaža
- 2020 – Blizu (69)
- 2021 – Ptice
- 2021 – Zaplesala je s ljetom (con Marko Kutlić)
- 2021 – Trebaš li me (con Eni Jurišić)
- 2022 – Zar je ljubav spala na to (con Jelena Rozga)
- 2022 – Ne moram ni ja (con The Funkensteins)
- 2023 – Kraj save (con The Funkensteins)
- 2023 – Zalazak (con The Funkensteins)
- 2023 – Na pola puta (con The Funkensteins)
- 2024 – Na jastuku (con The Funkensteins)
- 2024 – Nudim ti se
- 2025 – Moje (con The Funkensteins)